# Partito Popolare Conservatore
Il Partito Popolare Conservatore (Det Konservative Folkeparti, KF) è un partito politico danese.
Il partito conservatore è stato fondato nel 1915. Fin dalla data della sua fondazione è comunemente detto Højre (Destra). I conservatori nacquero, infatti, in contrapposizione al Venstre (Sinistra), i liberali. Tra il 1901 ed il 1929, infatti, i liberali governarono quasi ininterrottamente il paese. La nascita del partito conservatore venne preceduta (1904) dalla nascita dei Konservativ Ungdom (giovani conservatori), l'attuale movimento giovanile del partito, che ha mantenuto, però, la sua autonomia organizzativa.
Tra il 1945 d il 1971 il KF ha ottenuto, alle elezioni politiche, percentuali sempre comprese tra il 16,6 ed il 20,4%, eccezion fatta per il 12,4% del 1947. Nel 1975, i conservatori vissero una profonda crisi crollando al 5,5%. Ne trassero vantaggio i liberali, che dal 1945 in poi erano divenuti gli alleati dei conservatori in chiave anti-socialdemocratica. Tra il 1973 ed il 1981, del resto, i conservatori subirono la concorrenza del Partito del Progresso, nazional-conservatore, che raccolse tra l'8,9 ed il 15% e dalle cui file nascerà il Partito Popolare Danese. Dal 1974 al 1993 il partito venne ininterrottamente guidato da Poul Schlüter, che riuscì a recuperare lentamente l'insuccesso (1977: 8,5; 1979: 12,5; 1981: 14,5), giungendo a guidare il governo. Schlüter manterrà l'incarico di primo ministro dal 1982 al 1993. Il KF alle politiche del 1984 ottenne il 23,4% dei voti. Nonostante i governi Schlüter, il KF cominciò nuovamente a perdere consensi, scendendo fino al 15% del 1994, crollando poi all'8,9% del 1998. Nel 2001, i conservatori (9,1%) tornarono al governo, sostenendo il liberale Anders Fogh Rasmussen, confermato alle elezioni del 2005, quando il KF salì al 10,3%. Alle elezioni politiche del 2011, il KF calò al 4,9% dei consensi e a 8 seggi, passando all'opposizione.
Alle elezioni politiche del 2015, il KF calò al 3,4% dei consensi e a 6 seggi.

## Ideologia
Il partito sostiene la riduzione della spesa pubblica e della tassazione sui redditi alti.
Inoltre il KF si presenta come partigiano della libertà personale, della libertà economica, dell'idea di reciproca dipendenza tra individuo e comunità, del decentramento amministrativo,e della cultura danese.
Il partito è moderatamente europeista, ritenendo positiva la partecipazione della Danimarca all'Unione Europea, ma opponendosi ad un eccessivo aumento delle competenze politiche di livello comunitario, che ridurrebbero l'autonomia nazionale danese.

## Loghi

Dal 2004
(-2004)

## Risultati elettorali

### Elezioni legislative
| Anno    | Voti    | %          | +/-     | Seggi    | +/-     | Status                |
| ------- | ------- | ---------- | ------- | -------- | ------- | --------------------- |
| 1918    | 167 743 | 18,3 (4.º) |         | 22 / 140 |         | Opposizione           |
| 04/1920 | 201 499 | 19,7 (3.º) | 1,4     | 28 / 140 | 6       | Opposizione           |
| 07/1920 | 180 293 | 18,9 (3.º) | 0,8     | 26 / 140 | 2       | Opposizione           |
| 09/1920 | 216 733 | 17,9 (3.º) | 1,0     | 27 / 149 | 1       | Opposizione           |
| 1924    | 242 955 | 18,9 (3.º) | 1,0     | 28 / 149 | 1       | Opposizione           |
| 1926    | 275 793 | 20,6 (3.º) | 1,7     | 30 / 149 | 2       | Opposizione           |
| 1929    | 233 935 | 16,5 (3.º) | 4,1     | 24 / 149 | 6       | Opposizione           |
| 1932    | 289 531 | 18,7 (3.º) | 2,2     | 27 / 149 | 3       | Opposizione           |
| 1935    | 293 393 | 17,8 (2.º) | 0,9     | 26 / 149 | 1       | Opposizione           |
| 1939    | 301 625 | 17,8 (3.º) | Stabile | 26 / 149 | Stabile | Opposizione           |
| 1943    | 421 523 | 21,0 (2.º) | 3,2     | 31 / 149 | 5       | Governo               |
| 1945    | 373 688 | 18,2 (3.º) | 2,8     | 26 / 149 | 5       | Sostegno parlamentare |
| 1947    | 259 324 | 12,4 (3.º) | 5,8     | 17 / 149 | 9       | Opposizione           |
| 1950    | 365 236 | 17,8 (3.º) | 5,4     | 27 / 151 | 10      | Governo               |
| 04/1953 | 358 509 | 17,3 (3.º) | 0,5     | 26 / 151 | 1       | Governo               |
| 09/1953 | 364 960 | 16,8 (3.º) | 0,5     | 30 / 179 | 4       | Opposizione           |
| 1957    | 383 843 | 16,6 (3.º) | 0,2     | 30 / 179 | Stabile | Opposizione           |
| 1960    | 435 764 | 17,9 (3.º) | 1,3     | 32 / 179 | 2       | Opposizione           |
| 1964    | 527 798 | 20,1 (3.º) | 2,2     | 36 / 179 | 4       | Opposizione           |
| 1966    | 522 028 | 18,7 (3.º) | 1,4     | 34 / 179 | 2       | Opposizione           |
| 1968    | 581 051 | 20,4 (2.º) | 1,7     | 37 / 179 | 3       | Governo               |
| 1971    | 481 335 | 16,7 (2.º) | 3,7     | 31 / 179 | 6       | Opposizione           |
| 1973    | 279 391 | 9,2 (5.º)  | 7,5     | 16 / 179 | 15      | Sostegno parlamentare |
| 1975    | 168 164 | 5,5 (5.º)  | 3,7     | 10 / 179 | 6       | Opposizione           |
| 1977    | 263 262 | 8,5 (4.º)  | 3,0     | 15 / 179 | 5       | Opposizione           |
| 1979    | 395 653 | 12,5 (3.º) | 4,0     | 22 / 179 | 7       | Opposizione           |
| 1981    | 451 478 | 14,5 (2.º) | 2,0     | 26 / 179 | 4       | Opposizione           |
| 1984    | 788 224 | 23,4 (2.º) | 8,9     | 42 / 179 | 16      | Governo               |
| 1987    | 700 886 | 20,8 (2.º) | 2,6     | 38 / 179 | 4       | Governo               |
| 1988    | 642 048 | 19,3 (2.º) | 1,5     | 35 / 179 | 3       | Governo               |
| 1990    | 517 293 | 16,0 (2.º) | 3,3     | 30 / 179 | 5       | Governo               |
| 1994    | 499 845 | 15,0 (3.º) | 1,0     | 27 / 179 | 3       | Opposizione           |
| 1998    | 303 965 | 8,9 (3.º)  | 6,1     | 16 / 179 | 11      | Opposizione           |
| 2001    | 312 770 | 9,1 (4.º)  | 0,2     | 16 / 179 | Stabile | Governo               |
| 2005    | 344 886 | 10,3 (4.º) | 1,2     | 18 / 179 | 2       | Governo               |
| 2007    | 359 404 | 10,4 (5.º) | 0,1     | 18 / 179 | Stabile | Governo               |
| 2011    | 175 047 | 4,9 (8.º)  | 5,5     | 8 / 179  | 10      | Opposizione           |
| 2015    | 118 003 | 3,4 (9.º)  | 1,2     | 6 / 179  | 2       | Governo               |
| 2019    | 233 349 | 6,61 (6.º) |         | 12 / 175 | 6       | Opposizione           |
| 2022    | 194.808 | 5,51 (7.º) |         | 10 / 175 | 2       | Opposizione           |

### Elezioni europee
| Anno | Voti    | %          | +/-  | Seggi  | +/-     |
| ---- | ------- | ---------- | ---- | ------ | ------- |
| 1979 | 245 309 | 14,0 (4.º) |      | 2 / 15 |         |
| 1984 | 414 177 | 20,7 (1.º) | 6,7  | 4 / 15 | 2       |
| 1989 | 238 760 | 13,3 (4.º) | 7,4  | 2 / 16 | 2       |
| 1994 | 368 890 | 17,7 (2.º) | 4,4  | 3 / 16 | 1       |
| 1999 | 166 884 | 8,5 (5.º)  | 9,2  | 1 / 16 | 2       |
| 2004 | 214 972 | 11,3 (3.º) | 2,8  | 1 / 14 | Stabile |
| 2009 | 297 199 | 12,7 (5.º) | 1,4  | 1 / 13 | Stabile |
| 2014 | 208 262 | 9,1 (5.º)  | 3,6  | 1 / 13 | Stabile |
| 2019 | 170.544 | 6,18 (6.º) | 2,92 | 1 / 13 | Stabile |